# 古斯塔沃·馬伊亞
古斯塔沃·馬伊亞（Gustavo Maia da Silva，2001年1月22日—），是一名巴西職業足球運動員，司職翼鋒，現時由西班牙皇家足協甲組聯賽巴塞隆拿B隊外借至西班牙皇家足協乙組聯賽華倫西亞B隊。

## 外部連結
- FC Barcelona official profile
- Sport Club Internacional official profile （页面存档备份，存于）
- Soccerway資料庫：古斯塔沃·馬伊亞